# Буленков, Сергей Ефимович
Сергей Ефимович Буленков (19.07.1911 — 1974) — советский военный инженер, лауреат Сталинской премии.

## Биография
Родился 19.07.1911 в д. Глинное (сейчас — Сычёвский район Смоленской области).
Состоял на военной службе с октября 1933 по 12.12.1968.
Выпускник Военно-морского водолазного техникума (Балаклава) 1934 года и Высшего военно-морского училища имени Фрунзе 1941 года.
В 1930-е гг. участвовал в подъёме крейсера «Олег» на Балтике, рыболовного траулера «Мойва», транспорта «Буревестник», землечерпалки «Чернышевский», 140-тонного крана на Севере.
Места службы:
- АССС (Аварийно-спасательная и судоподъемная служба) ВМФ;
- ЭПР ОСНАЗ (Экспедиция подводных работ особого назначения).
- 6 отд. НИИ АСС ВМФ|АСУ ВМФ

Во время войны — командир БЧ-1 (штурманская боевая часть) с/к «Сатурн», командир БЧ-1 с/к «Сигнал» КБФ, водолазный специалист АСО КБФ, с сентября 1943 по январь 1945 г. начальник отделения 3 отдела АСУ, затем главный специалист АСУ ВМФ, начальник 2 отдела НИИ АСС ВМФ, капитан-лейтенант, инженер-капитан.
Соавтор изобретений тренажёров и механизмов для подводных работ.

## Награды и звания
- Орден Ленина (03.03.1938) — за освоение глубоководных спусков;
- Орден Красного Знамени (03.11.1953);
- Два ордена Красной Звезды (21.07.1945, 20.06.1949);
- Медаль «За боевые заслуги» (03.11.1944);
- Медаль «За оборону Ленинграда»;
- Медаль «За победу над Германией в Великой Отечественной войне 1941—1945 гг.»;
- Заслуженный изобретатель РСФСР (1968);
- Сталинская премия 2 степени (1952) — за выдающиеся достижения в развитии техники водолазных спусков в 1951 году.

- Капитан 1-го ранга.

## Сочинения
- Справочник пловца-подводника / [С. Е. Буленков, В. И. Тюрин, Б. П. Самойлов и др.]; Под общ. ред. Е. П. Шиканова. — 2-е изд., доп. — Москва : Воениздат, 1977. — 255 с. : ил. ; 16 см. — Указ. табл., предм.: с. 252—253